# Sancha van Castilië (Aragón)
Sancha van Castilië (Toledo, 21 september 1154/55 — Villanueva de Sigena, 9 november 1208) was de enige dochter van Alfons VII van León en Castilië en diens tweede echtgenote Richeza van Polen. 
In 1174 trouwde zij met koning Alfons II van Aragón. Het paar kreeg volgende kinderen:
- Peter II (1174 - 14 september 1213), koning of Aragón en heer van Montpellier
- Constance (1179 - 23 juni 1222), huwde eerst koning Emmerik van Hongarije en vervolgens keizer Frederik II
- Alfons II (1180 - februari 1209), graaf van Provence, Millau en Razès
- Eleanor (1182 - februari 1226), getrouwd met graaf Raymond VI van Toulouse
- Ramon Berenguer (ca. 1183/85), jong gestorven
- Sancha (1186 - na 1241), getrouwd met graaf Raymond VII van Toulouse, in maart 1211
- Ferdinand (1190 - 1249), cisterciënzer, abt van Montearagón
- Dulcia (1192 - ?), non te Sijena.

Sancha steunde troubadours, zoals Giraud de Calanson en Peire Raymond. Zij kwam in een juridisch gevecht met haar echtgenoot over een aantal eigendommen die deel uitmaakten van haar bruidsschat. In 1177 viel zij Ribagorza binnen en nam gewapenderhand verschillende kastelen in, die deel uitmaakten van de kroon. Na het overlijden van haar echtgenoot in 1196 kwam zij op de achtergrond en trad in het klooster van Sijena in.